# Saint-Germain-des-Bois, Cher

Saint-Germain-des-Bois este o comună în departamentul Cher, Franța. În 1 ianuarie 2022 avea o populație de 614 de locuitori.